# Élection présidentielle américaine de 1908 en Virginie-Occidentale
 (août 2024).
L'élection présidentielle américaine de 1908 en Virginie-Occidentale a lieu le 3 novembre 1908 comme dans les 45 autres États qui composaient alors les États-Unis. Les électeurs ouest-virginiens choisissent des grands électeurs pour les représenter dans le collège électoral à travers un vote populaire. La Virginie-Occidentale dispose en 1908 de 7 grands électeurs. L'État donne l'ensemble de ses grands électeurs au candidat du Parti républicain, l'ancien secrétaire à la Guerre des États-Unis William Howard Taft. 
Le candidat vainqueur de ce scrutin dans tout le pays sera également Taft, qui occupera la présidence des États-Unis pour un unique mandat du 4 mars 1909 au 4 mars 1913. 